# Troupe de la Comédie-Française en 1772

## Composition de la troupe de laComédie-Françaiseen1772
L'année théâtrale commence le 7 avril 1772 (veille des Rameaux) et se termine le 10 avril 1772.
| Directeur :                |                        |
| Acteurs                    | Actrices               |
| Bonneval                   | Bellecour              |
| Le Kain                    | Vestris                |
| Bellecour                  | Dumesnil               |
| Préville                   | Lachassaigne           |
| Brizard                    | Drouin                 |
| Molé                       | Saint-Val              |
| Dauberval                  | Hus                    |
| Augé                       | Préville               |
| Bouret                     | Dubois                 |
| Feulie                     | Molé                   |
| Dalainval                  | Doligny                |
|                            | Luzy                   |
|                            | Fanier                 |
| Danseurs                   | Danseuses              |
| Deshayes, maître de ballet | Joly                   |
| Desnoyers, premier danseur | Victoire               |
| Devaux, répétiteur         | Duchaumont, l.         |
| Joly                       | Duchaumont, c.         |
| Giguet                     | Turin                  |
| Marchand                   | Coulon                 |
| Guiardelle                 | Le Roi, surnuméraire   |
| Raymond                    | Debligny, surnuméraire |
| Guiardelle, cadet          | Confiance-Chaulet      |
| Debray                     | Joly                   |
| Goyon                      | Tifte                  |
| Henri                      | Coulon                 |
| Victor                     | Richard                |
| Antoine                    | Pérole                 |
| Petit                      | Sophie                 |
| Nivelon                    |                        |
| Legrand                    |                        |
| Baré                       |                        |
| Orchestre                  |                        |
| Baudron                    | Devaux                 |
| Meunier                    | Marmet                 |
| Lalance                    | Defmarais              |
| Cuniffy                    | Rofe                   |
| Chaudet                    | Gagnol                 |

## Source
- Les Spectacles de Paris, ou Calendrier historique & chronologique des théâtres, pour l'année 1772, Paris 1772.